# Eximipriapulus globocaudatus
Eximipriapulus globocaudatus — викопний вид приапулід, що існував у пізньому кембрії (близько 518 млн років тому). Численні відбитки тварини знайдені у Маотяньшаньських сланцях у Китаї. Це був хижак, який жив у норах. Чотири екземпляри знайдені всередині раковин гіолітів, які вони використовували як прихисток від хижаків.